# Милич, Хрвое
Хрво́е Ми́лич (хорв. Hrvoje Milić; 10 мая 1989, Осиек) — хорватский футболист, защитник. Выступал в национальной сборной Хорватии.

## Карьера

### Клубная
Выступал за молодёжные команды «Осиек» и «Хайдук». С 2008 года начал привлекаться к играм за основную команду «Хайдука», в составе которой провёл три матча. В 2009 году перебрался в чемпионат Швеции, где в течение двух с половиной сезонов выступал за клуб «Юргорден».
Летом 2011 года вернулся в Хорватию. Выступал за клуб «Истра 1961» из города Пула. 26 июня 2013 года подписал трехлетнее соглашение с футбольным клубом «Ростов». 1 сентября 2013 года Милич забил свой первый мяч в составе «Ростова», поразив с 30 метров в гостях ворота «Динамо», которые защищал Владимир Габулов.
В августе 2015 года подписал трёхлетний контракт с «Хайдук Сплит». Милич дебютировал в «Хайдуке» в отборочном матче Лиги Европы против «Слован Либерец».
16 августа 2016 года Милич перешёл в итальянскую «Фиорентину» за 700 000 евро.
22 июля 2017 года Милич был продан действующему чемпиону Греции «Олимпиакосу» за 1,5 миллиона евро. 31 января 2018 года «Олимпиакос» расторг контракт с хорватом, который сыграл всего два матча за клуб.
23 февраля 2018 года, президент «Наполи», Аурелио Де Лаурентис, объявил о переходе Хрвое Милича в неаполитанский клуб, в качестве свободного агента.
31 января 2019 года подписал контракт с итальянским клубом Серии B «Кротоне»
19 августа 2019 года Милич подписал контракт сроком на два года с иранским клубом «Эстеглал».
17 августа 2022 года спустя 5 лет вновь вернулся на родину в Хорватию, чтобы подписать контракт с клубом низшей лиги Хорватии Зрински Юревац.

### Сборная
Дебютировал в составе сборной Хорватии 10 июня 2013 года в товарищеском матче со сборной Португалии.

## Достижения
«Ростов»
- Обладатель Кубка России: 2013/14